# Noidans-lès-Vesoul
Noidans-lès-Vesoul és un municipi francès situat al departament de l'Alt Saona i a la regió de Borgonya - Franc Comtat. L'any 2007 tenia 2.094 habitants.

## Demografia

### Població
El 2007 la població de fet de Noidans-lès-Vesoul era de 2.094 persones. Hi havia 888 famílies, de les quals 252 eren unipersonals (116 homes vivint sols i 136 dones vivint soles), 244 parelles sense fills, 288 parelles amb fills i 104 famílies monoparentals amb fills.
La població ha evolucionat segons el següent gràfic:
Habitants censats

### Habitatges
El 2007 hi havia 945 habitatges, 891 eren l'habitatge principal de la família, 8 eren segones residències i 47 estaven desocupats. 652 eren cases i 287 eren apartaments. Dels 891 habitatges principals, 519 estaven ocupats pels seus propietaris, 362 estaven llogats i ocupats pels llogaters i 9 estaven cedits a títol gratuït; 13 tenien una cambra, 41 en tenien dues, 172 en tenien tres, 253 en tenien quatre i 411 en tenien cinc o més. 646 habitatges disposaven pel capbaix d'una plaça de pàrquing. A 439 habitatges hi havia un automòbil i a 351 n'hi havia dos o més.

### Piràmide de població
La piràmide de població per edats i sexe el 2009 era:
| Homes | Edats   | Dones |
| ----- | ------- | ----- |
| 0     | 95 o +  | 0     |
| 0     | 90 a 94 | 0     |
| 0     | 85 a 89 | 16    |
| 12    | 80 a 84 | 8     |
| 24    | 75 a 79 | 36    |
| 20    | 70 a 74 | 40    |
| 56    | 65 a 69 | 52    |
| 36    | 60 a 64 | 56    |
| 48    | 55 a 59 | 60    |
| 76    | 50 a 54 | 56    |
| 80    | 45 a 49 | 64    |
| 96    | 40 a 44 | 128   |
| 100   | 35 a 39 | 76    |
| 44    | 30 a 34 | 72    |
| 64    | 25 a 29 | 72    |
| 56    | 20 a 24 | 52    |
| 96    | 15 a 19 | 104   |
| 108   | 10 a 14 | 80    |
| 96    | 5 a 9   | 60    |
| 56    | 0 a 4   | 32    |

## Economia
El 2007 la població en edat de treballar era de 1.401 persones, 1.023 eren actives i 378 eren inactives. De les 1.023 persones actives 931 estaven ocupades (482 homes i 449 dones) i 91 estaven aturades (50 homes i 41 dones). De les 378 persones inactives 146 estaven jubilades, 125 estaven estudiant i 107 estaven classificades com a «altres inactius».

### Ingressos
El 2009 a Noidans-lès-Vesoul hi havia 886 unitats fiscals que integraven 2.091,5 persones, la mediana anual d'ingressos fiscals per persona era de 18.037 €.

### Activitats econòmiques
Dels 141  establiments que hi havia el 2007, 2 eren d'empreses extractives, 3 d'empreses alimentàries, 1 d'una empresa de fabricació de material elèctric, 4 d'empreses de fabricació d'elements pel transport, 8 d'empreses de fabricació d'altres productes industrials, 31 d'empreses de construcció, 40 d'empreses de comerç i reparació d'automòbils, 13 d'empreses de transport, 4 d'empreses d'hostatgeria i restauració, 2 d'empreses d'informació i comunicació, 3 d'empreses financeres, 4 d'empreses immobiliàries, 16 d'empreses de serveis, 4 d'entitats de l'administració pública i 6 d'empreses classificades com a «altres activitats de serveis».
Dels 44 establiments de servei als particulars que hi havia el 2009, 1 era una oficina bancària, 6 tallers de reparació d'automòbils i de material agrícola, 2 tallers d'inspecció tècnica de vehicles, 2 establiments de lloguer de cotxes, 2 paletes, 6 guixaires pintors, 5 fusteries, 4 lampisteries, 6 electricistes, 6 empreses de construcció, 1 perruqueria i 3 restaurants.
Dels 10 establiments comercials que hi havia el 2009, 1 era un hipermercat, 1 un supermercat, 3 fleques, 1 una llibreria, 1 una sabateria, 1 una botiga de mobles, 1 una botiga de material de revestiment de parets i terra i 1 una joieria.
L'any 2000 a Noidans-lès-Vesoul hi havia 3 explotacions agrícoles.

## Equipaments sanitaris i escolars
L'únic equipament sanitari que hi havia el 2009 era una farmàcia.
El 2009 hi havia 1 escola maternal i 1 escola elemental. Noidans-lès-Vesoul disposava d'un col·legi d'educació secundària amb 359 alumnes.

## Poblacions més properes
El següent diagrama mostra les poblacions més properes.